# Nikolaj Arťomov
Nikolaj Michajlovič Arťomov, rusky Николай Михайлович Артёмов (24. ledna 1908 Tula – 2. prosince 2005) byl ruský fyziolog, vysokoškolský pedagog, doktor věd, emeritní profesor na Nižněnovgorodské státní univerzitě N. I. Lobačevského (NNGU). V letech 1943—1974 byl vedoucím katedry fyziologie a biochemie člověka a živočichů NNGU. Roku 1972 se stal profesorem. Roku 1941 vydal knihu "Včelí jed" ("Bee venom, its physiological properties and therapeutic use") v vydavatelství Ruské akademie věd (Akademie věd SSSR).
Roku 1931 zakončil biologickou fakultu Moskevské státní univerzity.